# Woo-Hoo Dunnit?
«Woo-Hoo Dunnit?» (укр. «Ву-ху, детектив?») — двадцять друга серія тридцятого сезону мультсеріалу «Сімпсони», прем'єра якої відбулась 5 травня 2019 року у США на телеканалі «Fox».

## Сюжет
Документальний кримінальний серіал «Будні Спрінґфілда» (англ. «Dateline: Springfield») бере інтерв'ю у сім'ї Сімпсон після того, як Мардж і Ліса, повертаючись додому, виявляють, що фонд коледжу Ліси в розмірі 670,42 доларів, захований у банку кухонного мийного засобу під раковиною, зникає. Викликають поліцію, і шеф Віггам і Лу проводять розслідування… Коли диктор каже, що підозра спрямована на когось із самої сім'ї Сімпсон, Мардж злиться на звинувачення, наполягаючи на тому, що той, хто вкрав гроші, залишив на столі напій без підставки, залишивши кільце на столі, що Сімпсони «ніколи не роблять».
Виклик у поліцію, зроблений Гелен Лавджой, виводить Мардж на перше місце у списку підозрюваних, звинувачуючи її у використанні грошей на азартні ігри. Однак камери спостереження показують, що, незважаючи на те, що вона пішла в казино, вона протистояла спокусі (на відміну від Гелен) і просто вийшла.
Наступною особою у списку підозрюваних є Гомер, через те, що його борг у таверні Мо було погашено. Поліція припускає, що, коли Гомер напився, він дібрався додому, впав і з'їв залишки спагеті, а потім, натрапивши на банку з миючими засобами, використав засіб для чищення кухні та взяв гроші для погашення боргу. Однак, коли поліцейські дістають штани Гомера, то не знаходять на них жодних доказів грошей. Мо звинувачує Гомера безпосередньо, але поліція з'ясовує, що Гомер має алібі: він тієї ночі помилково шість годин дзвонив Диско Стю, який чув, що той прибирав кухню без мийного засобу — просто вилизуючи її.
Наступним підозрюваним є Барт, якого Мілгаус звинувачує у купівлі Слайму за гроші. Барт знав про гроші під раковиною, але завжди повертав те, що позичав. Його розглядають як натхненника виробництва зеленого слизу у Спрінґфілдській початковій школі. Однак, коли ринкова ціна впала, він продав решту свого Слайму, що залишився, продавцю коміксів, після чого поклав гроші назад у банку, знімаючи це на випадок, якщо поліція йому не повірить.
Остання підозрювана у сім'ї — сама Ліса, яку звинувачує Мартін, бо хотіла новий саксофон. Вони йдуть до Музичного магазину Короля Тут, і він показує касету, на якій Ліса пробує грати на новому саксофоні більше 14 годин, але вона його не купила, бо клоун Красті купив його до неї. Алібі Ліси полягає в тому, що того дня Мардж відвела її до репетитора із класиків, що дуже збентежило Лісу. Коли всі підозрювані зникли, Гомер і Мардж виганяють знімальну групу «Буднів Спрінґфілда» і змушує її вибачитися за незручності, залишаючи таємницю так і нерозгаданою…
При перегляді документалки Мардж і Гомера бачать, Мардж ставить під напій чоловіка підставку, яку вона вигадала. Коли вона випадково згадує, що хоче розпочати бізнес з підставок, вартість яких складає 0,65 долара за штуку, Гомер розуміє, що Мардж викрала гроші, щоб інвестувати їх у бізнес, і весь час відмовляла в цьому. Гомер кличе дітей, готуючись сказати їм правду. Однак, Мардж порівнює походи Гомера до Мо з життєвими пригодами і зізнається, що вона хоче щось подібне для свого бізнесу. Гомер передумав, прикривши Мардж і бреше дітям, кажучи, що гроші з'їли щурі. Потім він вирушає на пляж і насолоджується прогулянкою з Мардж.
У фінальній сцені на студії звукозапису диктор втрачає голос після суперечок щодо невирішеного кінця шоу і отримує трансплантацію голосових зв'язок від вівці.

## Ставлення критиків і глядачів
Під час прем'єри серію переглянули 1,79 млн осіб з рейтингом 0.7, що зробило її найпопулярнішим шоу на каналі «Fox» тієї ночі.
Денніс Перкінс з «The A.V. Club» дав серії оцінку A-, сказавши, що «Розумно продуманий, ретельно спланований сюжет, виняткові вчинки усіх і, головне, вірність персонажам навіть, коли їх викидають за межі зони комфорту, — це один із тих недавніх епізодів „Сімпсонів“, які вселяють щось на зразок надії. Це приголомшливо».
Згідно з голосуванням на сайті The NoHomers Club більшість фанатів оцінили серію на 4/5 із середньою оцінкою 3,68/5.